# Hyundai Equus
La Hyundai Equus è un'autovettura con carrozzeria berlina 3 volumi prodotta dalla casa automobilistica coreana Hyundai Motor Company a partire dal 1999 in due distinte generazioni. Costituisce il modello di punta della gamma automobilistica Hyundai grazie alle dimensioni superiori ai 5,0 metri di lunghezza.

## Prima serie (1999-2008)
La prima serie di Equus fu frutto dell'alleanza tra la Hyundai Motor Company e la Mitsubishi Motors come la maggior parte delle autovetture prodotte dal polo coreano-giapponese durante gli anni novanta. Il progetto di una grande automobile in grado di competere con le blasonate berline tedesche quali le Mercedes-Benz Classe S e le BMW Serie 7 vide la luce verso il 1997; la Hyundai infatti per rafforzare l'immagine del marchio all'interno della Corea e del continente asiatico, non soddisfatta del solo modello Dynasty affiancato dalla Grandeur di dimensioni leggermente più compatte, propose alla Mitsubishi la progettazione e la produzione di una nuova berlina di grandi dimensioni da distribuire sia in Corea che in Giappone con ambedue i marchi delle case costruttrici; infatti il progetto approvato anche dai giapponesi vide i primi sviluppi sul telaio modulare della Hyundai Dynasty a trazione anteriore che fu sviluppato dalla Hyundai proprio per queste tipologie di autovetture. La Mistubishi Motors fornì la trasmissione automatica Invecs II (ribattezzata H-Matic dalla Hyundai) che permetteva di selezionare 5 rapporti nella modalità sequenziale garantendo però dei tempi di cambiata molto dolci, oltre alla fornitura del motore V8 da 4,5 litri a iniezione diretta di benzina GDI capace di 280 cavalli che affiancava le unità a 6 cilindri a V Sigma di origine Hyundai. Su richiesta della Hyundai per la Equus vennero effettuati numerosi accorgimenti alle sospensioni, in particolare lo schema Multilink adottato al retrotreno e i MacPherson dell'avantreno garantivano un notevole comfort senza sacrificare troppo le qualità dinamiche della vettura, infatti l'auto non pretendeva prestazioni particolarmente sportive ma venne orientata dai tecnici verso la comodità di guida soprattutto lungo le autostrade.
La taratura degli ammortizzatori risultava leggermente meno rigida mentre l'impianto frenante adottava 4 dischi autoventilati di dimensioni maggiorate rispetto alla Dynasty per equilibrare l'efficienza della frenatura alla notevole massa del veicolo.
La Equus vide la luce nel 1999 dopo la presentazione avvenuta al Salone dell'automobile di Seul. Il design seguiva il family feeling introdotto dalle Sonica e Dynasty ovvero una linea spigolosa con un frontale molto lungo caratterizzato da una calandra anteriore cromata e fanaleria sdoppiata con i dispositivi di direzione che sfruttavano la tecnologia luminosa a LED. Presenti anche cromature sui paraurti e il grande marchio Hyundai Premium, raffigurante un uccello ad ali aperte, posizionato sul cofano. La coda invece presentava una fascia cromata che si estendeva su tutta la superficie del portellone e che si raccordava con la fanaleria verticale. La Equus era lunga 5,11 metri ed aveva un prezzo di listino pari a 92.510.000 won coreani per la versione base.
Poco dopo il debutto la Equus venne commercializzata in Cina e in Medio Oriente sotto la denominazione Hyundai Centennial mentre solo dal fine del 2000 una limitata flotta di esemplari venne importata nell'est Europa.
Al debutto la Equus disponeva di due motorizzazioni alimentate a benzina: si trattava del 3.5 V6 Sigma prodotto dalla Hyundai e già adottato dal modello Dynasty capace di 224 cavalli che affiancava il grande 4.5 V8 GDI Mitsubishi da 280 cavalli abbinato all'iniezione diretta di benzina. A pochi mesi dal debutto la Hyundai introdusse solo sul mercato locale anche il più compatto V6 3,0 litri Sigma da 203 cavalli che garantiva dei costi di esercizio leggermente inferiori rispetto alle motorizzazioni più grandi in listino. Il serbatoio di carburante possedeva una capacità pari a 80 litri.
La dotazione di serie standard prevedeva 4 airbag di cui frontali e laterali, il sistema anti bloccaggio delle ruote ABS a cui si aggiunse il controllo elettronico della stabilità e della trazione dal 2002, i sedili rivestiti in pelle, il climatizzatore automatico bizona (ma tra gli optional era disponibile anche il tri-zona per i passeggeri posteriori), i sedili anteriori regolabili elettricamente, l'impianto di navigazione satellitare abbinato all'autoradio in grado di supportare sia le cassette che i CD, i cerchi in lega e la verniciatura metallizzata. I principali optional erano la classica verniciatura per la carrozzeria bicolore in due distinte tonalità.

### La versione Limousine

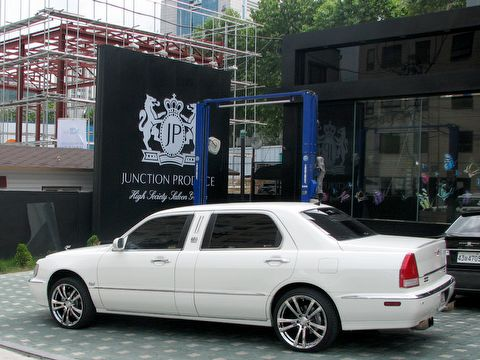
Hyundai Equus in versione limousine

La Equus venne prodotta per il mercato coreano anche in versione limousine. Caratterizzata dal passo portato a 3,09 metri per una carrozzeria lunga 5,39 metri la Equus Limousine disponeva di un abitacolo con 4 poltrone reclinabili con funzione auto-massaggiante e possibilità di installare un frigo bar. L'impianto audio per i passeggeri posteriori era stato potenziato mentre tra la prima e la seconda fila era disponibile un divisorio in cristallo. La versione limousine venne offerta in Corea poco dopo il debutto ufficiale mentre in alcuni stati asiatici solo dopo il 2000.

### Restyling 2003
Nel 2003 la Hyundai presentò un lieve restyling introducendo la denominazione New Equus sul mercato coreano. Le principali modifiche venivano riscontrate nel frontale che ora era caratterizzato dagli indicatore di direzioni a Led con sfondo bianco e dalla calandra con bande cromate dal disegno rinnovato. Nuovi cerchi in lega maggiorati, sensori di parcheggio anteriori e impianto allo xeno per la fanaleria arricchivano la dotazione di serie. Nel 2005 i motori V6 Sigma vennero sostituiti dai nuovi 3.3 e 3.8 V6 Lambda sviluppati dalla Hyundai mentre il grande motore 4.5 V8 Mitsubishi venne aggiornato dalla Hyundai per il funzionamento ad iniezione elettronica e per l'occasione venne rinominato V8 Omega.
La Equus prima serie venne prodotta fino al novembre del 2008, sostituita nel 2009 dalla seconda generazione. Il modello è stato molto apprezzato soprattutto in Corea dove divenne l'auto di molti personaggi della politica e dello spettacolo.

### Motorizzazioni
Tutti i propulsori adottati dalla Equus sono alimentati a benzina; i motori V6 Sigma e Lambda sono stati prodotti dalla Hyundai Motors in Corea per essere adottati da tutti i modelli di grandi dimensioni del polo Hyundai-Kia Automotive. Il 3,0 litri DOHC della serie G6AT disponeva di 182 cavalli ed era il motore più piccolo in listino capace di erogare una coppia motrice pari a 214 N·m disponibili a 4.500 giri al minuto. Accanto ad esso era disponibile una versione portata a 3,5 litri G6AU con potenza di 220 cavalli e coppia incrementata a 314 N·m. I due motori 3.0 e 3.5 Sigma rimasero in listino fino al 2005, sostituiti dalle nuove unità V6 Lambda. I consumi dei motori Sigma si attestavano intorno agli 8 km/l nel ciclo combinato.
I Lambda erano disponibili nelle cubature da 3,3 e 3,8 litri. Il più compatto erogava i 235 cavalli a 6.000 giri/min per una coppia massima di 304 N·m a 3.500 giri/min mentre il 3.8 disponeva di una potenza di 267 cavalli. I Lambda sono realizzati totalmente in alluminio e possiedono una massa notevolmente inferiore rispetto ai precedenti Sigma. La Hyundai al lancio dei nuovi V6 Lambda dichiarava dei consumi sensibilmente minori rispetto ai Sigma.
Il 4.5 V8 Mitsubishi era prodotto in Giappone fino al 2005 e disponeva dell'iniezione diretta; dal 2005 la produzione è stata spostata in Corea e la Hyundai ne modificò l'erogazione della potenza e l'iniezione che divenne elettronica.
| Modello       | Disponibilità       | Motore                  | Cilindrata | Potenza                         | Coppia massima          |
| ------------- | ------------------- | ----------------------- | ---------- | ------------------------------- | ----------------------- |
| 3.0 V6 Sigma  | dal debutto al 2005 | 6 cilindri a V, Benzina | 2.972 cm³  | 136 kW (182 CV) @5.500 giri/min | 214 N·m @4.500 giri/min |
| 3.3 V6 Lambda | dal 2005            | 6 cilindri a V, Benzina | 3.342 cm³  | 173 kW (235 CV) @6.000 giri/min | 304 N·m @3.500 giri/min |
| 3.5 V6 Sigma  | dal debutto al 2005 | 6 cilindri a V, Benzina | 3.497 cm³  | 162 kW (220 CV) @5.500 giri/min | 314 N·m @3.500 giri/min |
| 3.8 V6 Lambda | dal 2005            | 6 cilindri a V, Benzina | 3.778 cm³  | 196 kW (267 CV) @6.000 giri/min | 353 N·m @3.500 giri/min |
| 4.5 V8        | dal debutto         | 8 cilindri a V, Benzina | 4.498 cm³  | 206 kW (280 CV) @5.500 giri/min | 412 N·m @4.000 giri/min |

## Seconda serie (dal 2009-2014)
La seconda generazione di Equus venne anticipata dall'omonimo prototipo del 2002 denominato Hyundai Equus HCD-7 con il quale la casa coreana abbandonò le linee spigolose della prima serie per mostrare al pubblico una concreta proposta di stile caratterizzata da una linea filante con molte curve senza trascurare la cura e la qualità tipica delle grandi ammiraglie.
La Equus concept del 2002 aveva come unico scopo annunciare alla stampa una seconda generazione dell'auto che avrebbe debuttato sul mercato solo tra il 2007 e il 2008 ma a causa di un cambio del pianale di base la Equus II entrò in produzione solo nei primi mesi del 2009; inizialmente era previsto un telaio a trazione anteriore derivato dalla prima serie con i dovuti rimaneggiamenti tecnici ma la soluzione si rivelò poco affidabile è incapace di sopportare le elevate potenze dei grandi motori a 8 cilindri Tau previsti. Per il modello di produzione definitiva l'auto ha così mutuato la nuovissima piattaforma a trazione posteriore sviluppata dai tecnici Hyundai per i modelli dell'alto gamma della casa. Questo telaio con ruote motrici posteriori debutterà nel 2008 per il modello Genesis e l'anno seguente sarà utilizzato proprio dalla Equus seconda generazione oltre che dalla Genesis Coupé in una versione dal passo ridotto. Sotto il profilo tecnico gli ingegneri hanno adottato delle sospensioni a ruote indipendenti, con schema Multilink a 5 bracci in alluminio, sia per l'avantreno che per il retrotreno, con possibilità di regolare la taratura degli ammortizzatori a seconda dello stile di guida. Il serbatoio possiede una capacità massima pari a 77 litri.

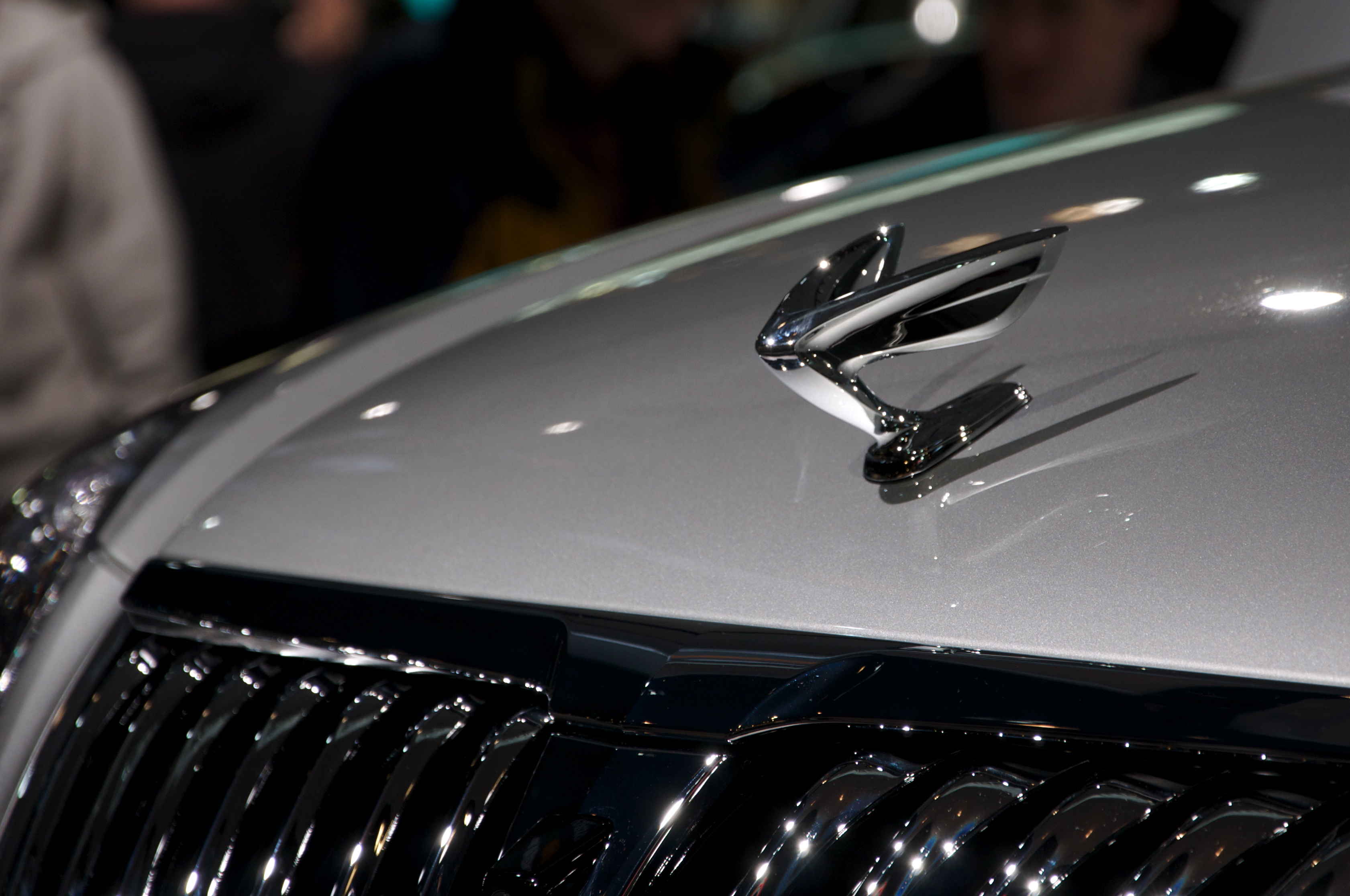
Il logo applicato sul cofano della Equus

Presentata da Chung Mong-Koo, amministratore delegato del gruppo Hyundai, nel marzo del 2009 durante un'importante manifestazione tenutasi all'hotel Grand Hyatt Seul a cui ha partecipato anche il primo ministro coreano Han Seung-soo, la seconda serie di Equus segue il corso stilistico Fluid Sculpture inaugurato dalla Genesis.
Linee morbide e muscolose con una caratteristica bombatura nei passaruota laterali che movimenta la fiancata, il frontale presenta una calandra cromata di grandi dimensioni con la statuetta Hyundai Premium applicata sul cofano motore. La coda invece dispone di una fanaleria che si raccorda con i parafanghi laterali, oltre al doppio terminale di scarico e numerose cromature. Come la precedente serie anche questa nuova Equus possiede la fanaleria anteriore e posteriore con tecnologia luminosa LED più i fari allo xeno e il nuovo sistema AFLS che ruota i proiettori anteriori seguendo i movimenti dello sterzo, allo scopo di garantire una maggiore visibilità. Molto curata è l'aerodinamica dell'autovettura infatti la Equus II possiede un coefficiente di resistenza aerodinamica contenuto nel valore di 0,27.
Tra le innovazioni tecnologiche spicca il nuovo radar con sensori esterni posti negli specchi retrovisori che segnalano al guidatore i veicoli intenzionati al sorpasso, il sistema di superamento involontario delle linee di margine di carreggiata e il radar frontale che in caso di ostacolo frena fino a fermare l'autovettura in modo da evitare incidenti. L'interno invece dispone di una plancia rivestita in legno o pelle che ospita nel mezzo il sistema di navigazione satellitare e il centro di informazioni multimediali. I diffusori del climatizzatore sono posti in posizione verticale accanto allo schermo del sistema multimediale, mentre nella zona più bassa troviamo i principali comandi del climatizzatore automatico e l'orologio analogico con una cornice circolare in argento oppure in oro a seconda delle versioni.
Sul tunnel centrale è stata posizionata la manopola del sistema DIS (Driver Information Display System) per la gestione dei principali comandi audio, telefono e video oltre al sistema per selezionare differenti stili di guida, dal più sportivo al più confortevole. La dotazione di serie si arricchisce del sistema di parcheggio automatico (Electronic Parking Brake) con telecamera, 10 airbag (frontali, laterali, per le ginocchia dei passeggeri anteriori e gli airbag per i passeggeri posteriori), avviamento a pulsante, poggiatesta anteriori attivi, sedili anteriori regolabili elettricamente fino a dodici posizioni, chiusura automatica delle porte anteriori e posteriori e cerchi in lega da minimo 17 pollici. Tra gli optional sono disponibili le due poltrone singole posteriori con mobile centrale, frigo-bar, impianto televisivo e prese USB oltre i cerchi in lega oppure cromati di dimensioni maggiori.
La nuova Equus è stata concepita per innalzare il marchio Hyundai verso una maggiore esclusività, proprio per questo risulta essere la più avanzata e tecnologicamente più evoluta autovettura prodotta dalla casa coreana. Come strategie di marketing la Hyundai ha optato per una produzione durante il 2009 pari a 13.000 esemplari, concentrando le vendite solo a pochi mercati asiatici, tra i quali spicca il Medio Oriente e la Cina ovviamente oltre la Corea.
Per il 2010 sono state previste oltre 19.000 vetture con l'espansione verso il Giappone e il Nord America. Per l'Europa la Equus non sarà commercializzata a causa dell'eccessiva concorrenza che l'auto subirà dalle varie ammiraglie tedesche.

### La nuova Equus Limousine
Il 29 settembre 2009 è stata presentata in Corea la nuova serie di Equus Limousine con una lunghezza pari a 5,460 metri, grazie al passo di 3,345 metri. L'abitacolo molto più spazioso dispone di due poltrone posteriori regolabili elettricamente con il frigo-bar centrale e il divisorio tra la prima e la seconda file in cristallo. La Equus Limousine rispetto alla versione normale possiede una calandra anteriore differente con un disegno leggermente più spigoloso e sportivo. Una delle caratteristiche riservate alla Limousine è il motore 5.0 V8 Tau che dispone di 400 cavalli, garantendo un consumo pari a 8,0 km/l nel ciclo combinato.
Nel dicembre del 2012 una versione blindata di questo modello è stata consegnata al Segretario generale delle Nazioni Unite Ban Ki-Moon per spostarsi in territorio statunitense. Le modifiche, che prevedono l'installazione di vetri anti-proiettile e di scocca rinforzata, è stata affidata alla ditta tedesca Stoof International. Questa configurazione, che ha portato il raggiungimento da parte del mezzo di 3,8 tonnellate, ha obbligato i tecnici a potenziare il motore per permettere un'andatura scorrevole.

### Motorizzazioni
| Modello       | Disponibilità  | Motore                  | Cilindrata | Potenza                         | Coppia massima            | Consumo medio |
| ------------- | -------------- | ----------------------- | ---------- | ------------------------------- | ------------------------- | ------------- |
| 3.8 V6 Lambda | dal debutto    | 6 cilindri a V, Benzina | 3.778 cm³  | 213 kW (290 CV) @6.200 giri/min | 36,5 kg·m @4.500 giri/min | 9,0 km/l      |
| 4.6 V8 Tau    | dal debutto    | 8 cilindri a V, Benzina | 4.627 cm³  | 269 kW (366 CV) @6.500 giri/min | 44,8 kg·m @3.500 giri/min | 8,0 km/l      |
| 5.0 V8 Tau    | solo Limousine | 8 cilindri a V, Benzina | 5.038 cm³  | 294 kW (400 CV) @6.400 giri/min | 51,0 kg·m @3.500 giri/min | 8,0 km/l      |